# Ilwaco
Ilwaco – miasto w Stanach Zjednoczonych, w stanie Waszyngton, w hrabstwie Pacific.